# The Mask (album jazz)
Pour les articles homonymes, voir Mask.
The Mask est le cinquième album du trompettiste de jazz français Erik Truffaz, sorti en 2000.

## Caractéristiques
Cet album édité par Blue Note Records en 2000 est une compilation des trois albums précédents édités par EMI France  : Out of Dream, The Dawn et Bending new Corners. À noter qu'il n'y a aucun morceau où l'on entend le chanteur Nya contrairement aux deux albums précédents, faisant de cette compilation un pur album instrumental. Les compositions sont influencées par le style de Miles Davis. L'orchestration est simple et rappelle des musiques de films de Lalo Schifrin.

## Musiciens
- Erik Truffaz : trompette
- Patrick Muller : piano / Rhodes
- Marcello Giuliani : basse électrique / contrebasse
- Marc Erbetta : batterie

## Titres
1. Sweet Mercy - 2:08
2. Arroyo - 6:28
3. More - 6:10
4. Less - 3:55
5. No Choice - 7:09
6. The Mask - 4:15
7. The Dawn - 5:45
8. Betty - 4:14
9. Bending New Corners - 8:10
10. Minaret - 5:57
11. And - 2:28